# 28 مايو
- السبت
- الأحد
- الاثنين
- الثلاثاء
- الأربعاء
- الخميس
- الجمعة

- 2628 شوال 1446  هـ
- 2729 شوال 1446  هـ
- 2830 شوال 1446  هـ
- 291 ذو القعدة 1446  هـ
- 302 ذو القعدة 1446  هـ
- 13 ذو القعدة 1446  هـ
- 24 ذو القعدة 1446  هـ
- 35 ذو القعدة 1446  هـ
- 46 ذو القعدة 1446  هـ
- 57 ذو القعدة 1446  هـ
- 68 ذو القعدة 1446  هـ
- 79 ذو القعدة 1446  هـ
- 810 ذو القعدة 1446  هـ
- 911 ذو القعدة 1446  هـ
- 1012 ذو القعدة 1446  هـ
- 1113 ذو القعدة 1446  هـ
- 1214 ذو القعدة 1446  هـ
- 1315 ذو القعدة 1446  هـ
- 1416 ذو القعدة 1446  هـ
- 1517 ذو القعدة 1446  هـ
- 1618 ذو القعدة 1446  هـ
- 1719 ذو القعدة 1446  هـ
- 1820 ذو القعدة 1446  هـ
- 1921 ذو القعدة 1446  هـ
- 2022 ذو القعدة 1446  هـ
- 2123 ذو القعدة 1446  هـ
- 2224 ذو القعدة 1446  هـ
- 2325 ذو القعدة 1446  هـ
- 2426 ذو القعدة 1446  هـ
- 2527 ذو القعدة 1446  هـ
- 2628 ذو القعدة 1446  هـ
- 2729 ذو القعدة 1446  هـ
- 281 ذو الحجة 1446  هـ
- 292 ذو الحجة 1446  هـ
- 303 ذو الحجة 1446  هـ
- 314 ذو الحجة 1446  هـ
- 15 ذو الحجة 1446  هـ
- 26 ذو الحجة 1446  هـ
- 37 ذو الحجة 1446  هـ
- 48 ذو الحجة 1446  هـ
- 59 ذو الحجة 1446  هـ
- 610 ذو الحجة 1446  هـ

28 مايو أو 28 أيَّار أو 28 مايس أو 28 نوَّار أو يوم 28 \ 5 (اليوم الثامن والعشرون من الشهر الخامس) هو اليوم الثامن والأربعون بعد المئة (148) من السنوات البسيطة، أو اليوم التاسع والأربعون بعد المئة (149) من السنوات الكبيسة وفقًا للتقويم الميلادي الغربي (الغريغوري). يبقى بعده 217 يوما لانتهاء السنة.

## أحداث
- 632 - النبي محمد يولي أسامة بن زيد إمارة الجيش الذي أرسله لتأمين حدود شبه الجزيرة العربية من هجمات الروم.
- 1655 - الخضر غيلان يحاصر الإسبان في مدينة العرائش.
- 1736 - الجيش الروسي يقوم بعملية تخريب واسعة في شبه جزيرة القرم التي كانت تابعة للدولة العثمانية.
- 1812 - الإمبراطورية الروسية توقع مع الدولة العثمانية «معاهدة بوخارست» والتي كان من أهم شروطها بقاء ولايتي الأفلاق والبغدان تحت السيطرة العثمانية.
- 1863 - الخديوي إسماعيل ينجح في الحصول على فرمان من الدولة العثمانية عُرف باسم «فرمان مصر» يقضي بانتقال ولاية مصر من الأب إلى الابن الأكبر، وهو ما مهد الطريق لمحمد توفيق باشا ابن الخديوي إسماعيل لتولي الحكم في مصر.
- 1940 - بلجيكا تستسلم لجيش ألمانيا النازية، والمملكة المتحدة تنسحب من شمال فرنسا وسقوط العاصمة الفرنسية باريس بيد القوات النازية وذلك خلال الحرب العالمية الثانية.
- 1942 - المكسيك تعلن الحرب على قوات دول المحور وذلك أثناء الحرب العالمية الثانية.
- 1946 - انعقاد مؤتمر القمة العربي الأول في مدينة أنشاص بمصر برئاسة الملك فاروق، وقد اتخذ عدة قرارات كان من أهمها التمسك باستقلال فلسطين والتأكيد على عروبتها.
- 1949 - وضع دستور ألماني جديد لتلافي الثغرات في الدستور القديم الذي أوصل أدولف هتلر لدفة الحكم.
- 1959 - الأمريكيون يطلقون قردين إلى الفضاء على متن الصاروخ «جوبيتر»، وقد عادا سالمين بعد أن توغلا مسافة 500 كم في الفضاء.
- 1963 - إعصار في باكستان الشرقية يودي بحياة 30 ألف نسمة ويدمر آلاف المنازل.
- 1964 - الملك حسين يفتتح الدورة الأولى للمجلس الوطني الفلسطيني في القدس والذي تم فيه اتخاذ قرار تشكيل منظمة التحرير الفلسطينية.
- 1968 - الحكومة الإسرائيلية تعلن نقل القيادة المركزية للجيش الإسرائيلي إلى القدس الشرقية.
- 1979 - اليونان تنضم إلى «المجموعة الاقتصادية الأوروبية».
- 1981 - طائرات إسرائيلية تغير على منطقة «الدامور» في ليبيا وتدمر منصات صواريخ «سام-9».
- 1988 - عقد لقاء القمة الرابع بين الرئيس السوفيتي ميخائيل غورباتشوف والأمريكي رونالد ريغان في موسكو وذلك بعد فترة من الفتور في العلاقات لم يعقد فيها أي لقاء قمة بين السوفيت والأمريكيين امتدت من عام 1975 حتى 1985 حيث كان السوفيت يتبنون مبدأ «كل شيء أو لا شيء».
- 1991 - انتهاء الحرب الأهلية الإثيوبية بالاتفاق على استقلال إريتيريا من إثيوبيا.
- 1993 - أريتريا تنضم إلى الأمم المتحدة.
- 1995 - مقتل وزير خارجية البوسنة والهرسك عرفان ليوبيانكيتش بإسقاط طائرته من قبل الصرب.
- 1999 - إعادة عرض لوحة العشاء الأخير الشهيرة التي رسمها الرسام الشهير ليوناردو دا فينشي وذلك بعد 22 عامًا من الإصلاح والترميم.
- 2004 -
  - مجلس الحكم العراقي يختار إياد علاوي رئيسًا للحكومة الانتقالية ريثما يتم إجراء انتخابات عامة في بداية عام 2005.
  - مقتل 45 شخصاً وإصابة أكثر من 300 آخرين في زلزال بلغت قوته 6.2 درجات على مقياس ريختر وقع في مازاندران شمال إيران وأسفر عن تدمير 80 قرية.
- 2008 - الرئيس اللبناني ميشال سليمان وبعد إجراء المشاورات النيابية مع أعضاء البرلمان لاختيار رئيس الحكومة يكلف فؤاد السنيورة بتشكيل الحكومة الجديدة وذلك بعد تسميته من قوى الغالبية.
- 2009 - انفجار انتحاري وقع أثناء صلاة المغرب في مسجد أمير المؤمنين علي بن أبي طالب بمدينة زاهدان الإيرانية وأسفر عن مقتل 20 شخصًا وإصابة 50 آخرين.
- 2011 -
  - إعادة فتح معبر رفح الحدودي بين قطاع غزة ومصر بعد إغلاق دام قرابة أربع سنوات وذلك بعد قرار الحكومة المصرية فتح المعبر أمام النساء والأطفال والرجال فوق سن الأربعين، على أن يحصل الرجال ما بين سن الثامنة عشرة والأربعين الراغبين بالعبور على تصريح خاص لاجتياز المعبر.
  - نادي برشلونة يتغلب على نادي مانشستر يونايتد بنتيجة 3/1 ويحرز لقب دوري أبطال أوروبا في المباراة التي أقيمت على ملعب ويمبلي.
- 2012 - لجنة الانتخابات الرئاسية المصرية تعلن نتيجة الجولة الأولى، وكانت النتيجة هي حصول مرشح حزب الحرية والعدالة محمد مرسي على 24.78% من الأصوات وأحمد شفيق على 23.66% من الأصوات وتأهلهما إلى الجولة الثانية من الانتخابات.
- 2014 - استمرار الاقتراع في الانتخابات الرئاسية المصرية 2014 لليوم الثالث على التوالي بعد قرار اللجنة المشرفة مدّ التصويت يوما إضافيا وسط اعتراض رسمي من كلا المرشَّحَين عبد الفتاح السيسي وحمدين صباحي.
- 2019 - برلمان إقليم كردستان العراق ينتخب نيجيرفان بارزاني رئيسًا لِلإقليم المذكور بعد حصوله على 68 صوتًا من أصوات النُوَّاب.
- 2021 - الأهلي المصري يتوّج بلقب كأس السوبر الأفريقي للمرة السابعة، وذلك بعد فوزه على نهضة بركان المغربي بنتيجة 2–0.
- 2022 - ريال مدريد يتغلب على نادي ليفربول بنتيجة 1-0 في نهائي دوري أبطال أوروبا، ليُتوج باللقب للمرة الرابعة عشرة في تاريخه.

## مواليد
- 1524 - السلطان سليم الثاني، سلطان عثماني.
- 1605 - فرانسوا دو بوسكيه، أسقف فرنسي.
- 1660 - الملك جورج الأول، ملك بريطانيا العظمى.
- 1753 - أحمد بن زين الدين الأحسائي، فيسلوف ومتكلم مسلم وفقيه جعفري أحسائي.
- 1759 - ويليام بيت، رئيس وزراء المملكة المتحدة.
- 1807 - لويس أغاسي، عالم جيولوجيا سويسري.
- 1860 - أحمد شفيق، مؤرخ مصري.
- 1884 - إدوارد بينش، رئيس تشيكوسلوفاكيا.
- 1908 - إيان فليمنج، كاتب إنجليزي.
- 1912 - باتريك وايت، أديب أسترالي حاصل على جائزة نوبل في الأدب عام 1973.
- 1915 - جوزيف غرينبيرغ، عالم لغوي أمريكي.
- 1921 - مأمون الهضيبي، المرشد السادس لجماعة الإخوان المسلمون.
- 1925 - بولنت أجاويد، رئيس وزراء تركيا.
- 1934 - بيتي شباز، زوجة مالكوم إكس.
- 1938 - جورج سيدهم، ممثل مصري.
- 1938 - إسماعيل إبراهيم شتات، شاعر فلسطيني.
- 1944 - رودي جولياني، سياسي أمريكي.
- 1947 - زاهي حواس، عالم مصري في علم الآثار ووزير لشؤون الآثار.
- 1956 - سايوري، ممثلة أداء صوتي يابانية.
- 1964 - صلاح الدين دروزة، قائد عسكري وسياسي فلسطيني في حركة المقاومة الإسلامية حماس.
- 1965 - نضال سيجري، ممثل سوري.
- 1968 - كايلي مينوغ، ممثلة ومغنية أسترالية.
- 1976 - ليام أوبراين، ممثل أداء صوتي أمريكي.
- 1977 - منال عبد اللطيف، ممثلة مصرية.
- 1986 - تشارلز نزوغبيا، لاعب كرة قدم فرنسي.
- 1996 - فرح الزاهد، ممثلة مصرية

## وفيات
- 1849 - آن برونته، روائية وشاعرة إنجليزية.
- 1878 - جون رسل، رئيس وزراء المملكة المتحدة.
- 1937 - ألفرد أدلر، طبيب نمساوي ومؤسس «علم نفس الفرد».
- 1940 - فردريش كارل، ملك مملكة فنلندا.
- 1972 - الملك إدوارد الثامن، ملك المملكة المتحدة الأسبق.
- 2003 - إيليا بريغوجين، عالم كيمياء فيزيائية حاصل على جائزة نوبل في الكيمياء عام 1977.
- 2010 - أسامة أنور عكاشة، كاتب مصري.
- 2012 - باسل شحادة، مهندس ومخرج سينمائي سوري
- 2013 - عبد العزيز شاهين، سياسي فلسطيني ووزير سابق.
- 2014 - مايا أنجيلو، شاعرة وكاتبة أمريكيَّة.
- 2022 - بويار نيشاني، الرئيس السادس لجمهورية ألبانيا.

## أعياد ومناسبات
- عيد الجمهورية في أذربيجان.
- عيد الجمهورية في أرمينيا.
- عيد العلم في الفلبين.

## وصلات خارجية
- وكالة الأنباء القطريَّة: حدث في مثل هذا اليوم.
- النيويورك تايمز: حدث في مثل هذا اليوم.
- BBC: حدث في مثل هذا اليوم.